# Công viên tỉnh Algonquin
Công viên tỉnh Algonquin (tiếng Anh: Algonquin Provincial Park) tọa lạc giữa vịnh Georgia và sông Ottawa ở trung tâm Ontario, Canada, công viên được xây dựng từ năm 1893 với diện tích khoảng 7.653 km2. Công viên này trải dài trên 200 km, là khu vực có rừng hoang sơ với những cây thông cổ thụ, những dòng sông, hồ, suối len lỏi cùng những dãy núi.
Công viên có tổng cộng hơn 2.400 hồ và 1.200 km sông suối, trong đó có hồ Canoe và các sông, suối Petawawa, Nipissing, Amable du Fond, Madawaska. Công viên là một địa điểm du lịch nổi tiếng của Canada.

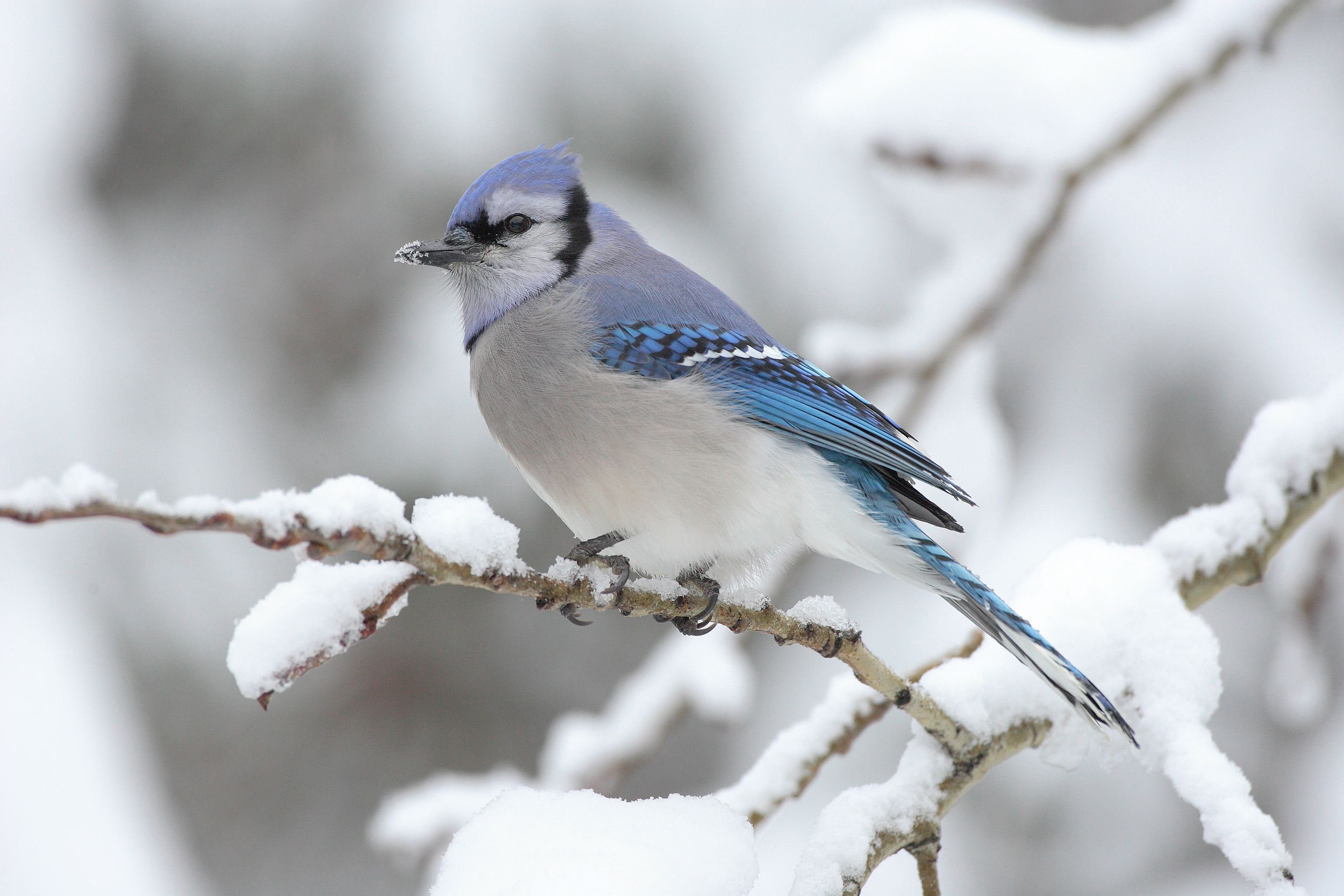
Giẻ cùi lam ở công viên tỉnh Algonquin

Cá sống dưới các hồ, sông và suối trong công viên có nhiều loài như cá tầm, cá nhái mũi dài, cá hồi, cá vược, cá chó, cá chó đen, cá bống biển, cá nheo suối, cá tuyết, cá gai.
Khu vực này là nơi sinh sống của các loài động vật như chuột chân trắng, chuột chũi, chuột đồng, chuột đá, dơi nâu, dơi tai dài miền Bắc, dơi đầu bạc, thỏ, sóc chuột, sóc xám, sóc đỏ, sóc bay, hải ly, nhím, cáo đỏ, gấu đen châu Mỹ, gấu mèo Bắc Mỹ, chồn, chồn đuôi dài, chồn hôi, rái cá, mèo rừng, nai đuôi trắng, nai sừng tấm Bắc Mỹ và chó sói miền Đông.
Quần thực vật gồm có: các cây gỗ quý như linh sam, vân sam trắng, vân sam đỏ, vân sam đen, thông đỏ, thông trắng, tùng trắng, dương, sồi, sồi gai, sồi đỏ, lim, thích vằn, thích bạc, thích đỏ, thích đường, tần bì trắng, đen và đỏ và đặc biệt là cây phong.